# SiC Processing
Die SiC Processing GmbH war ein Unternehmen, welches sich auf die Wiederaufbereitung von Silizum-Sägesuspensionen, die in der Photovoltaik- und Halbleiter-Industrie anfallen, spezialisiert hatte. Der Hauptsitz war in Hirschau.
Nach eigenen Angaben war die SiC Processing zum Zeitpunkt der Insolvenz weltweiter Marktführer. Mehrheitseigner war der Nordic Capital Fund VII, daneben besaß die Gründerfamilie 25 %.

## Verfahren
In der Photovoltaik-Industrie und in der Halbleiter-Industrie wird sogenanntes Slurry dazu verwendet, um Reinsilizium zu Wafern zu zerschneiden. Bei Slurry handelt es sich um eine Suspension aus Siliziumcarbid und Polyethylenglycol, die gleichzeitig abrasiv und kühlend wirkt.
Durch das von SiC Processing eingesetzte nassmechanische Verfahren konnte durch den Einsatz von Hydrozyklonen die durch den Sägeprozess verunreinigte und abgenutzte Slurry recycelt werden. Dabei wurden bei Siliziumcarbid Rückgewinnungsraten von 75 bis 90 Prozent und Polyethylenglycol von 90 bis 95 Prozent erreicht.
Das Verfahren kann nach erneutem Sägen beliebig oft wiederholt werden.

## Geschichte
Der historische Ursprung der SiC Gruppe lag in der 1963 gegründeten AKW Apparate + Verfahren.

### Aufbau Siliziumschlammaufbereitung
Bereits im Jahre 1999 erprobte man das zusammen mit einem Geschäftspartner entwickelte Verfahren im industriellen Maßstab in einer Pilotanlage in Novara (Italien).
Im Jahr 2000 folgte die Gründung der SiC Processing (Deutschland) GmbH in Bautzen, die 2001 ihr erstes Werk errichtete. Diese musste Bereits im Jahre 2004 um eine neue Linie erweitert werden.
2005 erfolgte die Gründung von Tochterunternehmen in USA, China und Norwegen.
2006 wurden erste Anlagen in USA, China und Norwegen in Betrieb genommen sowie die Anlage in Deutschland erweitert.

### Insolvenzverfahren
Nach eigenen Angaben geriet SiC Processing durch den Preisverfall und die Überkapazitäten in der Photovoltaikindustrie in Schwierigkeiten.
Mitte 2012 wurde der Standort Norwegen nach der Insolvenz des einzigen Kunden stillgelegt. Im Dezember stellte die norwegische Tochtergesellschaft Insolvenzantrag.
Im November 2012 wurde Peter Thysell zum Chief Restructuring Officer und alleinigen Geschäftsführer gemacht. Er stellte nach eigener Aussage die Tätigkeit in Norwegen und den USA ein, gab das Italiengeschäft auf, reduzierte die laufenden Kosten der dt. Holding um 80 %, verhandelte Umschuldungen in Deutschland und China von insgesamt 180 Mio. Euro, Strukturierte das operative Geschäft in Deutschland um, gewann Neukunden und verbesserte die Zahlungsmoral eines Großkunden in China.
Am 18. Dezember 2012 beantragte die SiC Processing GmbH die Eröffnung eines Insolvenzverfahrens in Eigenverwaltung, weil es hohe Zahlungsrückstände einzelner Kunden gab, und im März 2013 die Rückzahlung von Anleihen über 82 Mio. Euro anstand. Das Amtsgericht Amberg gab zwei Tage später dem Antrag statt.
2014 wurde bekannt, dass man mit Yingli Solar Verträge geschlossen hatte, über den Aufbau einer Aufarbeitungsanlage in Baoding für 29 Mio. Euro und deren Betrieb für 10 Jahre, davon 5 Jahre mit Mindestmengen und fixierten Preisen. Nach Angaben eines Insiders soll Yingli „heimlich eine eigene Produktionsanlage zur Aufbereitung“ parallel gebaut haben und dann „weder offene Rechnungen von SIC fristgerecht bezahlt noch weitere Leistungen zu den vereinbarten Konditionen abgenommen“ haben. Der Bruch dieser Verträge sei ein „bedeutenden Grund“ für die Insolvenz gewesen.